# Trofeo Piva
Die Trofeo Banca Popolare di Vicenza (kurz: Trofeo Piva) ist ein italienisches Straßenradrennen. Das Eintagesrennen findet in der Metropolitanstadt Venedig am Col San Martino statt.
Die Trofeo Piva wurde 1946 unter dem Namen „Trofeo Banca Popolare C. Piva“ für Amateure begründet. Seit 2015 wird das Rennen Trofeo Piva genannt. Das Radrennen wird seit 2001 für die U23-Klasse ausgetragen. Seit 2005 gehört das Rennen zur damals neu eingeführten UCI Europe Tour und ist dort in der UCI-Kategorie 1.2U. In dieser Kategorie dürfen nur Radrennfahrer unter 23 Jahren starten.
Es gab noch keinen Radrennfahrer, der das Rennen mehrmals gewinnen konnte. Aus dem deutschsprachigen Raum gewannen schon Felix Großschartner und Gregor Mühlberger. Beide stammen aus Österreich.

## Sieger
- 2025  Filippo Turconi
- 2024  Pavel Novák
- 2023  Giacomo Villa
- 2022  Martin Marcellusi
- 2021  Juan Ayuso
- 2020 abgesagt wegen Corona
- 2019  Georg Zimmermann
- 2018  Paolo Baccio
- 2017  Mark Padun
- 2016  Tao Geoghegan Hart
- 2015  Felix Großschartner
- 2014  Gregor Mühlberger
- 2013  Michele Scartezzini
- 2012  Jay McCarthy
- 2011  Richard Lang
- 2010  Andrea Pasqualon
- 2009  Davide Cimolai
- 2008  Roman Maximov
- 2007  Manuel Belletti
- 2006  Ermanno Capelli
- 2005  Marco Vivian
- 2004  Janez Brajkovič
- 2003  Alexander Jurjewitsch Baschenow
- 2002  Mirco Lorenzetto
- 2001  Jaroslaw Popowytsch
- 2000  Kim Kirchen
- 1975  František Kališ